# Rojasianthe
Rojasianthe, monotipski rod glavočika smješten u vlastiti podtribus Rojasianthinae,  dio tribusa Heliantheae. Jedina vrsta je R. superba, grm ili drvo iz Meksika  (Chiapas) i Gvatemale.

## Opis
Rijetka biljka iz hladnih planina Gvatemale i južnog Meksika,  gdje može narasti do 18 stopa (preko 5 metara). Njegovi oštri bijeli cvjetovi s tamnim središtima pojavljuju se svakog proljeća među velikim lišćem. Lišće izgleda kao divovsko lišće Abutilona, naraste do oko 8 inča dugo (20 cm). Cvjetovi su široki oko 3 inča )preko 7 cm i pojavljuju se od veljače do svibnja.

## Sinonimi
Nema.